# Jean-Michel Stievenard
Jean-Michel Stievenard né le 6 octobre 1945 à Denain (Nord) est un homme politique français. Il est docteur en sociologie.

## Biographie
Jean-Michel Stievenard est docteur en sociologie et maître de conférences à l’Université de Lille puis à l’Institut d'études politiques de Lille.
Il a participé aux travaux du club Réformer, groupe de réflexion politique animé par Martine Aubry.
Il est également le gérant d'une société de conseil pour les affaires et conseil de gestion, « Pace conseils ».
Il est garant de concertation auprès de la Commission Nationale du Débat Public pour chaque concertation qu'elle accompagne. Il a ainsi pu suivre les concertations continues suivantes : Aménagement de l'autoroute A31 entre Toul et le Luxembourg en région Grand-Est, et la modernisation de la cimenterie de Lumbres, en région Hauts-de-France.
Il est actuellement membre de la commission particulière du débat public sur le projet de nouveaux réacteurs nucléaires à GRAVELINES (projet EPR).

### Maire de Villeneuve-d'Ascq (2001-2008)
Son mandat de maire est marqué par l'inauguration du parc scientifique de la Haute-Borne en 2003 et le début des travaux du centre commercial Heron Parc en 2007. Jean-Michel Stievenard a également soutenu le projet de la grande mosquée de Villeneuve-d'Ascq et permis sa construction qui a débuté en 2007. Il s'est mobilisé pour obtenir l'implantation du Grand Stade à Villeneuve d'Ascq. 
Le maire s'est également engagé en faisant porter la ville de Villeneuve-d'Ascq partie civile au procès devant la 17e chambre correctionnelle du Tribunal de Paris dans le cadre de l'affaire Le Pen - Rivarol, à la suite d'une interview de Jean-Marie Le Pen remettant en cause l'histoire du massacre d'Ascq.

## Fonctions politiques

### Mandats locaux
- 1976 - 1977 : conseiller municipal d'opposition (benjamin du conseil)
- 1977 - 1983 : premier adjoint au maire de Villeneuve-d'Ascq
- 1983 - 1989 : premier adjoint au maire de Villeneuve-d'Ascq
- 1989 - 1995 : premier adjoint au maire de Villeneuve-d'Ascq
- 1989 - 1994 : conseiller général de Villeneuve-d'Ascq
- 1994 - 2001 : conseiller général de Villeneuve-d'Ascq-Sud, vice-président du Conseil général du Nord chargé de la Culture de 1998 à 2001
- 1989 - 2008 : vice-président de la communauté urbaine de Lille
- 2001 - 2008 : maire de Villeneuve-d'Ascq
- 2008 - 2012 : conseiller municipal de Villeneuve-d'Ascq

### Autres responsabilités
- 1982 - 1984 : attaché parlementaire au cabinet de Pierre Mauroy, Premier ministre (1982-1984)
- 1983 - 2008 : président du Musée d'Art moderne de Villeneuve-d'Ascq
- 1984 - 1991 : collaborateur aux différents cabinets de Michel Delebarre, ministre du Travail, de l'Emploi et de la Formation professionnelle (1984-1986), ministre des Affaires sociales et de l'Emploi (1988), ministre des Transports et de la Mer, puis ministre de l'Équipement, des Transports et du Tourisme (1988-1991).
- 2015 - … : Garant de concertation auprès de la Commission Nationale du Débat Public (CNDP)[1]
- 2015 : Correspondant presse au journal hebdomadaire[4] Croix du Nord

## Parcours professionnel
- 1993 - 2005 : Maître de conférences à l'Institut de sociologie de l'Université de Lille 1 (1971-1993) puis de l'Institut d'études politiques de Lille
- 1984 : Chargé de mission auprès du préfet de région
- 1984 - 1986 : Délégué régional à la formation professionnelle
- 1986 - 1992 : Directeur du service régional de la formation professionnelle du Nord - Pas-de-Calais
- depuis 2010 : Consultant, gérant de la société Pace Conseils